# 東京家政大学附属女子中学校・高等学校
東京家政大学附属女子中学校・高等学校（とうきょうかせいだいがくふぞくじょしちゅうがっこう・こうとうがっこう）は、東京都板橋区加賀一丁目にある私立女子中学校・高等学校。似た校名の東京家政学院中学校・高等学校とは系列関係にない。

## 沿革
- 1881年 - 本郷湯島に和洋裁縫伝習所を創立
- 1892年 - 東京裁縫女学校と改称
- 1929年 - 東京裁縫女学校を渡辺女学校と改称
- 1941年 - 渡辺高等女学校となる
- 1947年 - 学制改革より新制の渡辺女子中学校を併置
- 1948年 - 新制の渡辺学園女子高等学校を設立し、渡辺高等女学校を廃止
- 1949年 - 東京女子専門学校が東京家政大学に昇格したことにより、中学校は東京家政大学附属女子中学校、高校は東京家政大学附属女子高等学校と改称

## 建学の精神
- 自主・自律
- 生活信条として「愛情」「勤勉」「聡明」を掲げる。

## 制服
冬服、夏服、盛夏服と分類されていて、冬服はブレザー＋セーターまたはベスト＋スカート、夏服はセーターまたはベスト＋スカート、盛夏服は白襟に紺の一本線の入ったセーラー服＋紺無地のスカート。
冬・夏服のリボンタイと盛夏服のネクタイは、高校が紺、中学がエンジ色となっている。オプションで冬・夏服のチェックスカート、水色のワイシャツ、紺セーター、白セーター、白ベストがある。正装は紺無地を使用するのが決まっている。
靴下は白・紺、黒タイツも使用可。黒タイツ以外すべて学校指定である。

## 校章の由来
校章全体のコバルト色の台は、古代の騎士が用いた楯をかたどっている。上部には燃え立つかがり火。下部には羽を広げた白鳩を配する。楯は身を守りつつ前進するための武器であることから、「強固な意志」を表す。四方の闇を照らすかがり火は「叡智と聡明」を、燃え立つ炎は「真心と情熱」を、大空に羽ばたく白鳩は「自由と平和」を象徴し、かつ「純潔」を意味している。（卒業生の会員名簿に記載された記述を参照しています。）

## クラブ活動

### 高等学校（中高合同部有り）
- ドリルチーム部　前身はバトントワリング班。銀座パレードや浦和パレード、文化祭や運動会などでバトントワリングの演技を披露するクラブ活動であった。1990年、高校2年生による初代Ingersが誕生する。翌年のJAL CUP'91の高校生部門で初出場三位となった。以降クラブ活動の内容をソングリーディングに絞り、ドリルチーム部への名称変更を経て今日に至る。２０１３年・２０１５年とフロリダ州オーランドで開催された全米チアダンス選手権に出場し、２０１５年には全米２位の成績をおさめている。高校生のみの部活動であったが、２０２０年より中学校にも創設された。
- バスケットボール部
- バレーボール部
- ソフトテニス部
- ソフトボール部
- ブラスバンド部
- 水泳部
- 体操部
- 放送部
- 華道部
- 演劇部
- 美術部
- 書道部
- 合唱部
- 卓球部
- 手芸部
- 剣道部
- 英語部
- 写真部
- 軽音楽部

など

## 著名な出身者
- 大和悠河 - 元宝塚歌劇団宙組トップスター[要出典]
- 真山知子 - 女優[要出典]
- 早川絵美 - 女優
- 小西まち子 - 元女優

## 交通
- JR埼京線 十条駅　徒歩5分
- JR京浜東北線 東十条駅　徒歩13分
- 都営三田線 新板橋駅　徒歩12分
- 東武東上線 下板橋駅　徒歩15分
- 国際興業バス王22 「区境」下車、徒歩1分[1]